# مسجد مولانا، روتردام
مسجد مولانا (به ترکی استانبولی: Mevlana Camii)، (به هلندی: Mevlanamoskee) مسجدی در شهر روتردام که با شیوه معماری عثمانی و متعلق به ترک‌های هلند می‌باشد، این مسجد در سال ۲۰۰۱ میلادی به نام شاعر پارسی‌گوی مولانا نامگذاری و افتتاح شده‌است. در سال ۲۰۰۶ میلادی این مسجد، به‌عنوان جذاب‌ترین بنای روتردام انتخاب شد.